# Bruno Rossetti
Bruno Mario Rossetti (ur. 9 sierpnia 1960 w Troyes, zm. 9 lutego 2018 w Ponte Buggianese) – włoski strzelec sportowy  pochodzenia francuskiego. Brązowy medalista olimpijski z Barcelony.
Specjalizował się w skeecie. Brał udział w dwóch igrzyskach (IO 92, IO 96) i w 1992 zajął trzecie miejsce. W barwach Włoch zdobył indywidualnie złoto mistrzostw świata w 1991 i 1994, srebro w 1989 oraz dwukrotnie złoto mistrzostw Europy (1989, 1990). Jako reprezentant Francji wywalczył srebro (1983) oraz brąz (1981) mistrzostw świata i złoto mistrzostw Europy w 1979 i 1982, a także srebro w 1980.
Jego syn Gabriele także był medalistą olimpijskim.